# Estádio Víctor Jara
Estadio Víctor Jara (anteriormente conhecido como Estadio Chile) é um estadio em Santiago, Chile. Essa arena multiesportiva foi renomeada como uma homenagem ao cantor folclórico Víctor Jara, que foi assassinado nela, quando esta era utilizada como um campo de concentração pelos perpetradores do golpe de estado de 1973.
Localizado na parte ocidental de Santiago, perto da Estação Central, o Estádio Víctor Jara tem capacidade para quatro mil e quinhentos espectadores. É utilizado para partidas de vôlei, basquete e showbol. Também é utilizado para torneios de tênis de mesa e alguns shows musicais. Já serviu como centro de treinamento de boxe.